# Kai Merk
Kai Merk (in kirghiso Кай Мерк?, Kaj Merk; Dahn, 28 agosto 1998) è un calciatore tedesco naturalizzato kirghiso, attaccante del F91 Dudelange e della nazionale kirghisa.

## Biografia
È il fratello maggiore di Kimi Merk, anch'egli calciatore.

## Carriera

### Club
Ha giocato nella terza divisione tedesca e nella prima divisione lussemburghese.

### Nazionale
Di origini kirghise, ha ottenuto la cittadinanza del paese asiatico nel 2023, esordendo in nazionale il 25 marzo, nell'amichevole pareggiata per 1-1 contro la Birmania.

## Statistiche

### Presenze e reti nei club
Statistiche aggiornate al 30 marzo 2024.
| Stagione          | Squadra           | Campionato        | Campionato | Campionato | Coppe nazionali | Coppe nazionali | Coppe nazionali | Coppe continentali | Coppe continentali | Coppe continentali | Altre coppe | Altre coppe | Altre coppe | Totale | Totale |
| Stagione          | Squadra           | Comp              | Pres       | Reti       | Comp            | Pres            | Reti            | Comp               | Pres               | Reti               | Comp        | Pres        | Reti        | Pres   | Reti   |
| ----------------- | ----------------- | ----------------- | ---------- | ---------- | --------------- | --------------- | --------------- | ------------------ | ------------------ | ------------------ | ----------- | ----------- | ----------- | ------ | ------ |
| 2017-2018         | Elversberg        | RL                | 9          | 0          | -               | -               | -               | -                  | -                  | -                  | -           | -           | -           | 9      | 0      |
| 2018-2019         | Elversberg        | RL                | 11         | 0          | -               | -               | -               | -                  | -                  | -                  | -           | -           | -           | 11     | 0      |
| 2019-2020         | Elversberg        | RL                | 9          | 2          | -               | -               | -               | -                  | -                  | -                  | -           | -           | -           | 9      | 2      |
| Totale Elversberg | Totale Elversberg | Totale Elversberg | 29         | 2          |                 | -               | -               |                    | -                  | -                  |             | -           | -           | 29     | 2      |
| 2020-2021         | Aalen             | RL                | 36         | 4          | -               | -               | -               | -                  | -                  | -                  | -           | -           | -           | 36     | 4      |
| 2021-2022         | UT Pétange        | DN                | 25         | 9          | CL              | 3               | 1               | -                  | -                  | -                  | -           | -           | -           | 28     | 10     |
| 2022-2023         | UT Pétange        | DN                | 20         | 11         | CL              | 1               | 0               | -                  | -                  | -                  | -           | -           | -           | 21     | 11     |
| 2023-2024         | UT Pétange        | DN                | 19         | 5          | CL              | 2               | 1               | -                  | -                  | -                  | -           | -           | -           | 21     | 6      |
| Totale UT Pétange | Totale UT Pétange | Totale UT Pétange | 65         | 25         |                 | 6               | 2               |                    | -                  | -                  |             | -           | -           | 71     | 27     |
| Totale carriera   | Totale carriera   | Totale carriera   | 130        | 31         |                 | 6               | 2               |                    | -                  | -                  |             | -           | -           | 136    | 33     |

### Cronologia presenze e reti in nazionale
| Cronologia completa delle presenze e delle reti in nazionale ― Kirghizistan | Cronologia completa delle presenze e delle reti in nazionale ― Kirghizistan | Cronologia completa delle presenze e delle reti in nazionale ― Kirghizistan | Cronologia completa delle presenze e delle reti in nazionale ― Kirghizistan | Cronologia completa delle presenze e delle reti in nazionale ― Kirghizistan | Cronologia completa delle presenze e delle reti in nazionale ― Kirghizistan | Cronologia completa delle presenze e delle reti in nazionale ― Kirghizistan | Cronologia completa delle presenze e delle reti in nazionale ― Kirghizistan |
| Data                                                                        | Città                                                                       | In casa                                                                     | Risultato                                                                   | Ospiti                                                                      | Competizione                                                                | Reti                                                                        | Note                                                                        |
| --------------------------------------------------------------------------- | --------------------------------------------------------------------------- | --------------------------------------------------------------------------- | --------------------------------------------------------------------------- | --------------------------------------------------------------------------- | --------------------------------------------------------------------------- | --------------------------------------------------------------------------- | --------------------------------------------------------------------------- |
| 25-3-2023                                                                   | Imphal                                                                      | Birmania                                                                    | 1 – 1                                                                       | Kirghizistan                                                                | Amichevole                                                                  | -                                                                           | 63’                                                                         |
| 20-6-2023                                                                   | Tashkent                                                                    | Kirghizistan                                                                | 0 – 1                                                                       | Oman                                                                        | CAFA Nations Cup 2023 - Finale 3º posto                                     | -                                                                           | 81’                                                                         |
| 12-10-2023                                                                  | Arad                                                                        | Bahrein                                                                     | 2 – 0                                                                       | Kirghizistan                                                                | Amichevole                                                                  | -                                                                           | 70’                                                                         |
| 15-10-2023                                                                  | Manama                                                                      | Kirghizistan                                                                | 0 – 1                                                                       | Filippine                                                                   | Amichevole                                                                  | -                                                                           | 45’                                                                         |
| 16-11-2023                                                                  | Kuala Lumpur                                                                | Malaysia                                                                    | 4 – 3                                                                       | Kirghizistan                                                                | Qual. Mondiali 2026                                                         | 1                                                                           | 46’                                                                         |
| 21-11-2023                                                                  | Bishkek                                                                     | Kirghizistan                                                                | 1 – 0                                                                       | Oman                                                                        | Qual. Mondiali 2026                                                         | -                                                                           | 72’                                                                         |
| 25-12-2023                                                                  | Dubai                                                                       | Uzbekistan                                                                  | 4 – 1                                                                       | Kirghizistan                                                                | Amichevole                                                                  | -                                                                           | 46’                                                                         |
| 30-12-2023                                                                  | Abu Dhabi                                                                   | Emirati Arabi Uniti                                                         | 1 – 0                                                                       | Kirghizistan                                                                | Amichevole                                                                  | -                                                                           | 77’                                                                         |
| 5-1-2024                                                                    | Damasco                                                                     | Siria                                                                       | 1 – 1                                                                       | Kirghizistan                                                                | Amichevole                                                                  | -                                                                           |                                                                             |
| 16-1-2024                                                                   | Lekhwiya                                                                    | Thailandia                                                                  | 2 – 0                                                                       | Kirghizistan                                                                | Coppa d'Asia 2023 - 1º turno                                                | -                                                                           | 54’                                                                         |
| 21-1-2024                                                                   | Al Rayyan                                                                   | Kirghizistan                                                                | 0 – 2                                                                       | Arabia Saudita                                                              | Coppa d'Asia 2023 - 1º turno                                                | -                                                                           | 73’                                                                         |
| 25-1-2024                                                                   | Lekhwiya                                                                    | Kirghizistan                                                                | 1 – 1                                                                       | Oman                                                                        | Coppa d'Asia 2023 - 1º turno                                                | -                                                                           | 46’                                                                         |
| 21-3-2024                                                                   | Kaohsiung                                                                   | Taipei cinese                                                               | 0 – 2                                                                       | Kirghizistan                                                                | Qual. Mondiali 2026                                                         | 1                                                                           | 46’                                                                         |
| 26-3-2024                                                                   | Biškek                                                                      | Kirghizistan                                                                | 5 – 1                                                                       | Taipei cinese                                                               | Qual. Mondiali 2026                                                         | -                                                                           | 57’                                                                         |
| 6-6-2024                                                                    | Biškek                                                                      | Kirghizistan                                                                | 1 – 1                                                                       | Malaysia                                                                    | Qual. Mondiali 2026                                                         | -                                                                           | 82’                                                                         |
| 11-6-2024                                                                   | Mascate                                                                     | Oman                                                                        | 1 – 1                                                                       | Kirghizistan                                                                | Qual. Mondiali 2026                                                         | -                                                                           | 90’                                                                         |
| Totale                                                                      |                                                                             | Presenze                                                                    | 16                                                                          |                                                                             | Reti                                                                        | 2                                                                           |                                                                             |